# Cezar Korolenko
Cezar Pietrowicz Korolenko (ros. Цезарь Петрович Короленко, ur. 3 października 1933 w Brześciu nad Bugiem, zm. 14 lipca 2020 w Nowosybirsku) – rosyjski lekarz psychiatra, specjalizujący się w zagadnieniach dotyczących uzależnień. Był członkiem rzeczywistym Akademii Nauk w Nowym Jorku, był członkiem sekcji psychiatrii kulturowej Światowego Towarzystwa Psychiatrycznego przy Światowej Organizacji Zdrowia (do roku 2002).
Urodził się w Polsce. W 1956 roku ukończył Nowosybirski Instytut Medyczny, a w roku 1963 został tam profesorem. W 2002 roku został uhonorowany tytułem Zasłużonego Działacza Nauki Federacji Rosyjskiej. Znał kilka języków obcych, m.in. swobodnie rozmawia po polsku. Był wieloletnim członkiem „Domu Polskiego” w Nowosybirsku. We wrześniu 2010 roku podczas wizyty delegacji z Polski w Nowosybirsku Bogdan Borusewicz wręczył prof. Cezarowi Korolence Kartę Polaka.
Zmarł na COVID-19.